# Anna Maria Paauw
Anna Maria Paauw (Den Haag, ? – Gouda, 21 oktober 1710) was een zeventiende-eeuwse dichteres. Zij is ook bekend onder de naam Amarenthe Maria Paauw of Maria Paauw. Haar achternaam wordt ook gespeld als Paeuw of Pauw.

## Leven en schrijverschap
Anna Maria Paauw was de dochter van Adriaen Paauw en Jacoba Casembroot. Ze trouwde in 1690 met glasschilder en dichter Christoffel Pierson. Van haar hand zijn er tussen 1693 en 1703 een aantal gedichten in losse uitgaven verschenen, met name gelegenheidsgedichten (bruiloftsdichten, lijkdichten, lofdichten), maar ook politieke gedichten. Ook verscheen er van haar een genealogie (over haar familie van moederskant) op rijm.
Katharyne Lescailje schreef al in 1677 een lofdicht op haar werk ("Een ieder eert en prijst uw nooit volprezen dichten"). Maria Paauw schreef ook een drempeldicht voor een boek van Wibrandus de Geest, waarin ook van Lescailje een lofdicht is opgenomen. Ze werd beïnvloed door de toenmaals bekende dichter Joannes Antonides van der Goes.

## Uitgaven (selectie)
- Europa's klacht over de onenigheid der Christenvorsten
- Op het kabinet der statuten, vertoond door den konstijverigen Hr. Wibrant
- Vree-bazuin, uytgegalmt wegens de gelukkige herstelling Europaas eendracht, voltrokken op deszelfs algemeene vrede tot Rijswijk 21 Oct. 1687, Rotterdam, 1697
- Stamlof, of uitbreiding over het oud-adelyk geslacht van de Heeren Casembroot, Gouda, 1700